# 澤崎宏一
澤﨑 宏一（さわさき こういち、1965年2月 - ）は、日本の言語学者（文処理・第二言語習得）。学位はPh.D.（オハイオ州立大学・2007年）。静岡県立大学国際関係学部教授・大学院国際関係学研究科教授。姓の「澤」は旧字体のため、新字体で沢﨑 宏一（さわさき こういち）とも表記される。
社団法人国際交流サービス協会勤務、株式会社横浜国際平和会議場勤務を経て、静岡県立大学国際関係学部講師などを歴任した。

## 来歴

### 生い立ち
1965年2月に生まれた。都留文科大学に進学し、文学部にて学んだ。1989年3月、都留文科大学を卒業した。同年、社団法人である国際交流サービス協会に採用された。1991年に国際交流サービス協会を退職すると、同年に横浜国際平和会議場に採用され、1995年まで勤務した。その後、アメリカ合衆国に渡り、オレゴン州にあるポートランド州立大学に入学し、応用言語学部にて学んだ。1998年8月、ポートランド州立大学の修士課程を修了した。それに伴い、他言語話者に対する英語教授法に関するMaster of Artsの学位を取得した。

### 研究者として
日本に帰国後、2003年4月1日に静岡県立大学に採用され、国際関係学部の講師に就任した。その傍ら、2010年より富士市立看護専門学校にて講師を非常勤で兼任した。また、オハイオ州立大学の東亜言語文学部にて学び続けており、2007年3月に博士課程を修了した。なお、2005年には、東アジアの言語と文学に関するMaster of Artsの学位を取得している。2007年には、同分野に関するDoctor of Philosophyの学位を取得している。2010年10月1日、静岡県立大学の国際関係学部にて准教授に昇任した。国際関係学部においては、主として国際言語文化学科の日本文化コースの講義を担当した。また、大学院の国際関係学研究科にて准教授を兼務した。国際関係学研究科においては、主として比較文化専攻の講義を担当した。その傍ら、2012年より常葉学園短期大学にて講師を非常勤で兼任した。2019年に静岡県立大学国際関係学部の教授に昇任した。

## 研究
専門は言語学であり、特に文処理や第二言語習得といった分野の研究に取り組んだ。具体的には、日本語を母語とする者と、日本語を学習によって身に着けた者とを比較し、文の処理や方略などの差異について研究した。たとえば、関係節を含む文について、読む際の時間配分などを調査していた。これまでの業績が評価され、2016年に静岡県立大学学長表彰を受けている。
学術団体としては、言語科学会、日本第二言語習得学会、第二言語習得研究会、などに所属した。各団体の役職なども務めており、言語科学会では2007年から2016年まで運営委員を、日本第二言語習得学会では2007年から2014年まで運営委員を、第二言語習得研究会では2014年から2015年まで大会運営副委員長を、2016年からは大会運営委員長を務めた。
大学生を対象に、読書習慣と読解力の関係についての調査研究を行った。結果、読書には認知能力や学力を高めることがわかった。より若いうちからの読書量が大学生になった時の読解力と語彙力に強く関係することを見出した。

## 人物
姓の「澤﨑」は、「さわざき」ではなく「さわさき」と読む。
大学での学習と実生活での活かし方について「大学で勉強したことが社会に出てとても役立っている」と「直接は役立っていないかもしれないが、毎日の営みの中で大学で勉強したことをふと想い出すことがある」の2つを挙げたうえで「長い人生を歩いていく中で、どちらも素敵な勉強の仕方だと感じます」と述べている。

## 略歴
- 1965年 - 誕生。
- 1989年 - 都留文科大学文学部卒業。
- 1989年 - 国際交流サービス協会入社。
- 1991年 - 国際交流サービス協会退職。
- 1991年 - 横浜国際平和会議場入社。
- 1995年 - 横浜国際平和会議場退職。
- 1998年 - ポートランド州立大学応用言語学部修士課程修了。
- 2003年 - 静岡県立大学国際関係学部講師。
- 2007年 - オハイオ州立大学東亜言語文学部博士課程修了。
- 2010年 - 富士市立看護専門学校講師。
- 2010年 - 静岡県立大学国際関係学部准教授。
- 2010年 - 静岡県立大学大学院国際関係学研究科准教授。
- 2012年 - 常葉学園短期大学講師。

## 賞歴
- 2000年 - ハマコ・イトウ・チャップリン賞。
- 2016年 - 静岡県立大学学長表彰。

### 註釈
1. ↑  国際交流サービス協会は、のちに一般社団法人に移行した。
2. ↑  常葉学園短期大学は、のちに常葉学園大学、浜松大学、富士常葉大学と統合・再編され、常葉大学短期大学部に改組された。